# Romboedro
Um romboedro é um poliedro de seis faces (hexaedro), todas elas losangos idênticos. Não se trata de um poliedro regular, porque ainda que suas faces sejam todas iguais (uniformes), não são polígonos regulares.
O romboedro é um paralelepípedo capaz de preencher o espaço.